# Murat (Cantal)
Murat község Franciaország Auvergne-Rhône-Alpes régiójában, Cantal megyében. 2017. január 1-jén a korábbi Murat és Chastel-sur-Murat község egyesült. Az így létrejött Murat új község átvette (megtartotta) a korábbi Murat község nevét. Az egyesüléskor az új község lélekszáma 2116 fő volt.
Lakosainak száma 1745 fő (2018. január 1.). Murat Albepierre-Bredons, La Chapelle-d’Alagnon, Chastel-sur-Murat, Laveissière és Virargues községekkel határos.

## Népesség
A település népességének változása:
| Lakosok száma | 2587 | 2605 | 2435 | 2153 | 2077 | 1947 | 1999 | 2016 | 1765 | 1745 |
|               | 1968 | 1975 | 1982 | 1999 | 2006 | 2011 | 2014 | 2016 | 2017 | 2018 |